# Leopold Krug (Ökonom)
Johann Leopold Krug (* 7. Juli 1770 in Halle (Saale); † 16. April 1843 auf Gut Mühlenbeck) war ein deutscher Nationalökonom und Statistiker.
Leopold Krug, Sohn eines Feldschers und späteren Kontrolleurs der kgl. Holzmagazine, hatte 1787 bis 1792 Theologie studiert und wurde anschließend Katechet in Bernburg. Er schlug später eine andere beruflich Laufbahn ein  und wandte sich der Geographie, Statistik und Nationalökonomie zu. 1800 erhielt er eine Anstellung als staatlicher Registrator. Von 1805 bis 1834 war er wesentlich am Auf- und Ausbau  des Preußischen Statistischen Bureaus beteiligt. Während  dieser Zeit führte er zahlreiche statistische und volkswirtschaftliche Studien durch. 1804/1805 gab er zusammen mit Ludwig Heinrich von Jakob die Annalen der preußischen Staatswirtschaft und Statistik heraus. Nach seinem Abschied aus dem Staatsdienst lebte er seit 1835 auf seinem Gut Mühlenbeck.
1826 wurde er als korrespondierendes Mitglied in die Russische Akademie der Wissenschaften in Sankt Petersburg aufgenommen.

## Werke (Auswahl)
- Betrachtungen über den Nationalreichtum des preußischen Staats und über den Wohlstand seiner Bewohner. 2 Theile; Berlin: Johann Friedrich Unger 1805.
  - Erster Theil (Volltext), (Digitalisat)
  - Zweiter Theil (Volltext), (Digitalisat)
- Abriß der neuesten Statistik des preußischen Staats. 2. verm. u. verb. Aufl. Carl Christian August Kümmel, Halle 1805 (Volltext).
- Ideen zu einer staatswirthschaftlichen Statistik. Berlin: Realschulbuchhandlung 1807 Volltext
- Geschichte der staatswirthschaftlichen Gesetzgebung im preußischen Staat, von den ältesten Zeiten bis zum Ausbruch des Kriegs im Jahre 1806.
  - Band 1, Berlin 1808 (Volltext)
- Die Armenassekuranz, das einzige Mittel zur Verbannung der Armuth…; Berlin: Realschulbuchhandlung 1810 Volltext
- Porträt von Europa. Gezeichnet von einem alten Staatsmann außer Diensten, Leipzig 1831 Volltext
- Die Politik der Christen und die Politik der Juden in mehr als tausendjährigem Kampfe. Leipzig 1832 Volltext
- Die preußische Monarchie – topographisch, statistisch und wirtschaftlich dargestellt. Berlin 1833.
  - Teil 1: Die Provinz Ostpreußen. Duncker und Humblot, Berlin 1833 (Volltext)
- Nachgelassene Schriften geschichtlichen, statistischen und volkswirtschaftlichen Inhalts. Im Auftrag seiner Erben herausgegeben von Carl Julius Bergius.
  - 1. Band: Geschichte der preußischen Staatsschulden. Breslau 1861 (Volltext)

als Mitherausgeber
- Neues topographisch-statistisch-geographisches Wörterbuch des preußischen Staats. Ausgearbeitet und herausgegeben von Alexander August Mützell.
  - Band 1: A-F. Bei Karl August Kümmel, Halle 1821 (Volltext) (Digitalisat)
  - Band 2: G–Ko. Bei Karl August Kümmel, Halle 1821 (Volltext) (Digitalisat)
  - Band 3: Kr–O. Bei Karl August Kümmel, Halle 1822 (Volltext) (Digitalisat)
  - Band 4: P–S. Bei Karl August Kümmel, Halle 1823 (Volltext) (Digitalisat)
  - Band 5: T–Z Und eine tabellarische Übersicht der wichtigsten statistischen Verhältnisse der 857 kleinern Städte des Staats enthaltend. Bei Karl August Kümmel, Halle 1823 (Volltext) (Digitalisat)
  - Band 6: Eine tabellarische Übersicht der wichtigsten statistischen Verhältnisse der 172 großen und Mittelstädte, so wie der 335 landräthlichen Kreise des Staats, – die Kreisveränderungen in den Jahren 1816 bis in die Mitte des Jahres 1824, nach den Regierungsbezirken geordnet, – eine allgemeine Übersicht der wichtigsten statistischen Verhältnisse sämmtlicher Regierungsbezirke des preussischen Staats, – und die Nachträge, Vervollständigungen und Berichtigungen enthaltend. Karl August Kümmel, Halle 1825 (Volltext) (Digitalisat)